# Lešná
Lešná (in tedesco Löschna) è un comune della Repubblica Ceca facente parte del distretto di Vsetín, nella regione di Zlín.